# کمبریان پارک (کالیفرنیا)
کمبریان پارک (به انگلیسی: Cambrian Park) یک منطقهٔ مسکونی در ایالات متحده آمریکا است که در شهرستان سانتا کلارا، کالیفرنیا واقع شده‌است. کمبریان پارک ۱٫۵۴۴ کیلومتر مربع مساحت و ۳٬۲۸۲ نفر جمعیت دارد و ۷۱٫۹۳ متر بالاتر از سطح دریا واقع شده‌است.